# Italia Guitars
La Italia Guitars è una ditta sudcoreana fondata nel 1999 che produce chitarre e bassi in stile retrò. La sua prima linea di chitarre venne disegnata dal liutaio inglese Trevor Wilkinson e prodotta in Corea del Sud.

## Descrizione

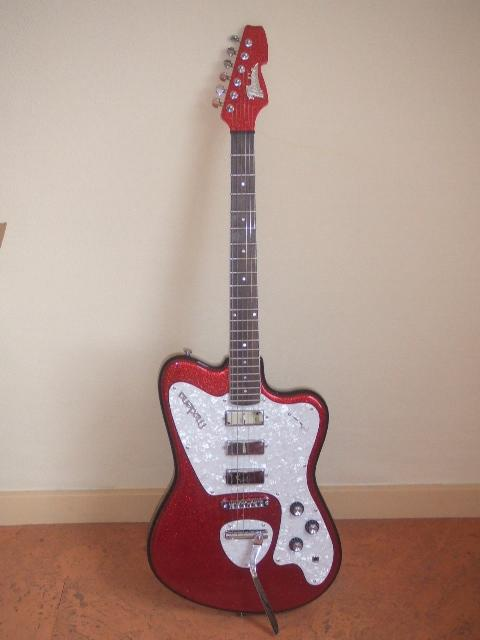
Modena

Le chitarre della Italia Guitars sono esplicitamente ispirate alla liuteria degli anni '50 e '60. Per fare qualche esempio, la forma base della Maranello è ispirata ad una chitarra della fine degli anni '50 della svedese Hagström e la Modena prende ispirazione da una chitarra italiana degli anni '60 della Crucianelli. Le chitarre della Italia Guitars vengono usate da molti musicisti fra cui Chris Rea.

## Chitarre
- Maranello Classic, Speedster, '61, '63, Semitone
- Mondial Classic, Deluxe, Sportser
- Rimini 6, 12, Twin
- Fiorano Standard, Corian
- Modena Classic, Revolution
- Imola
- Modulo Tipo1
- Modulo Tipo3
- Torino

## Bassi
- Maranello Classic Bass, Z Bass
- Mondial Classic Bass, Deluxe Bass, Sportster Bass
- Rimini Bass
- Modulo Tipo1 Bass, Tipo3 Bass
- Torino Bass
- Imola 4 Bass, 5 Bass

## Alcuni artisti che usano la Italia Guitars
- Lightspeed Champion
- Eon Sinclair dei Bedouin Soundclash
- Chris Rea
- Elliot Easton dei The Cars
- Ricky Phillips dei The Babys, Bad English e Styx
- Conrad Keely dei ...And You Will Know Us by the Trail of Dead
- Jeff Cook dei Alabama
- Nicky Wire dei Manic Street Preachers
- Kenny Olson dei Kid Rock e Twisted Brown Trucker
- Whitey Kurst chitarrista di Iggy Pop
- Eddie Duffy of Simple Minds
- Fernando Perdomo dei Transendence and DC-3
- Jason Ringenberg dei Jason & the Scorchers
- Boz Boorer chitarrista di Adam Ant e Morrissey
- Gary Day chitarrista di Morrissey
- Bo Ramsey chitarrista di Lucinda Williams e Ani DiFranco
- Simon Edwards chitarrista di Billy Bragg
- Tristan Macfie dei Brides
- Anthony Drennan dei The Corrs
- Keith Duffy dei The Corrs e Ronan Keating Band
- Ronny North dei North
- Joey Mazolla degli Sponge
- Paul Duffy dei Ronan Keating Band e Boyzone
- Ben Waugh dei The Sillies
- Goran Bregović
- Jarrad Nöir of Foreign Legion
- Lee Jackson dei The Kingcrows
- Laurence Miller dei The Mister Laurence Experience (www.misterlaurence.com)
- Tod Bowers dei The Steepwater Band (www.steepwater.com)

## Nei media
Le chitarre prodotte dall'azienda coreana sono utilizzate nel film Linda Linda Linda e nella serie di romanzi La malinconia di Haruhi Suzumiya.